# Pontoppidania littoralis
Pontoppidania littoralis is een mijtensoort uit de familie van de Acaridae. De wetenschappelijke naam van de soort is voor het eerst geldig gepubliceerd in 1920 door Halbert.